# Unimog 425
L’Unimog 425 est le premier de la série des Unimog lourds de Mercedes-Benz. Il a été présenté au salon DLG en septembre 1974 à Francfort sous le nom d’Unimog U 120. Il était fabriqué par Daimler-Benz dans l’usine Mercedes-Benz de Gaggenau entre 1975 et 1988. 3 135 véhicules ont été construits en trois modèles, commercialisés sous les noms d’Unimog U 1300 et U 1500. La gamme 435, introduite au même moment, a été construite en nombre nettement plus important, mais possède le même type de cabine angulaire et se distingue au premier coup d’œil de la gamme 425 par son empattement plus long. Le design du véhicule a été conservé dans la série Unimog jusqu’à ce jour. Le 425 a été remplacé par l’Unimog 427.

## Aperçu du modèle
| Modèle  | Nom de vente | Cabine                    | Empattement (mm) | Motorisation (kW) | Nombres d’unités |
| ------- | ------------ | ------------------------- | ---------------- | ----------------- | ---------------- |
| 425.121 | U 1300       | Cabine de conduite fermée | 2 810            | 88/92             | 1 063            |
| 425.131 | U 1500 T     | Cabine de conduite fermée | 2 810            | 110               | 282              |
| 425.141 | U 1500       | Cabine de conduite fermée | 2 810            | 110               | 1 790            |

## Technologie
L’Unimog 425 est un camion à deux essieux avec châssis en échelle déporté et propulsion arrière avec traction avant commutable. Comme tous les autres Unimog, il dispose de quatre roues de même taille et d’essieux portiques rigides avec amortisseurs a pression d’huile et ressorts hélicoïdaux guidés par des tubes poussoirs et une tige Panhard. Le système de freinage est un système de freinage hydraulique à double circuit à commande pneumatique qui fonctionne sur des frein à disque sur toutes les roues; Un système de freinage pour remorque était également disponible sur demande. Les arbres de prise de force du moteur pour l’entraînement avant, arrière et central sont disponibles pour des accessoires et peuvent être commutés en deux puissances (540 tr/min ou 1 000 tr/min). Il existe également une direction assistée et une commande hydraulique. Le véhicule est propulsé par le moteur Diesel six cylindres en ligne OM 352 de Mercedes-Benz avec turbocompresseur de gaz d’échappement et une puissance de 92 ou 110 kW (125 ou 150 ch).
Une innovation par rapport à la gamme précédente est le réducteur pneumatique de type UG 3/40-8. Il comporte quatre vitesses, qui peuvent être commutées en deux groupes à l’aide d’un engrenage planétaire à bride. Il n’y a qu’un seul levier de vitesse, utilisé pour passer les huit vitesses selon le modèle de changement de vitesse en H. Lors du passage de la 4ème à la 5ème vitesse, la transmission repasse en 1ère vitesse tout en passant simultanément de la première à la deuxième gamme. La transmission n’a pas de marche arrière, mais un engrenage intermédiaire entre l’arbre de transmission et l’arbre intermédiaire; le sens de déplacement est commuté avec un levier séparé. En position de marche arrière, le train épicycloïdal n’est que légèrement démultiplié (1:1,03), de sorte que vous pouvez reculer presque aussi vite qu’en marche avant. Le deuxième groupe de transmission peut donc être verrouillé.
Une boîte de vitesses agricole était également disponible pour les clients agricoles. Il s’agit d’un engrenage planétaire supplémentaire à trois étages qui, en plus de l’étage d’engrenage normal, comporte également deux étages : un engrenage de travail et un engrenage progressif. Cela donne 24 vitesses avant au lieu de 8 et le même nombre de vitesse en marche arrière. En conjonction avec la transmission agricole, un double embrayage pneumatique est installé à la place de l’embrayage à sec monodisque standard.